# Асфіксія
Асфі́ксія, також яду́ха, заду́ха (грец. α — «не» і σφυγμος — «биття серця») — патологічний процес, синдром з гострим перебігом, що виникає через недостатність кисню в крові та тканинах, коли в організмі накопичується вуглекислий газ.
Різновидом асфіксії є аспірація чужорідного тіла в дихальні шляхи. Потім їжа блокує дихальні шляхи, і потерпілому потрібна негайна першу допомогу при обструкції дихальних шляхів
Різновидом асфіксії є ядуха при ковтанні. Потім їжа блокує дихальні шляхи, і потерпілому потрібна негайна перша допомога проти задухи (див. нижче).

## Термінологія
У «Російсько-українському медичному словнику», виданому у 1920 році під головуванням професора Корчак-Чепурківського, максимально повно подавалася питома народна українська лексика чи, за відсутності потрібних українських слів, терміни творилися з морфем української мови, максимально уникаючи запозичень. Але в 1930-ті роки з'явилися спеціальні бюлетені, в яких було надруковано низки українських медичних термінів, що підпадали під заборону. Серед інших, з ужитку було вилучено й термін «ядуха», який здавна використовувався для означення асфіксії. Стилістично збагачена вже на той час українська медична національна лексика була повністю знекровлена та майже зникла з фахового спілкування.

## Етіологія
Розрізняють обструктивну, компресійну, паралітичну, перинатальну та газозамісну асфіксію.
Іващенко Г. М. (1951) в залежності від причин їх розвитку виділяє п'ять видів (форм) механічних асфіксій: стенотична, аспіраційна, дислокаційна, обтураційна, клапанна (САДОК).
1. Дислокаційна асфіксія — виникає при западанні язика у хворих з двостороннім переломом нижньої щелепи (особливо у підборідному відділі). Зміщений назад корінь язика тисне на надгортанник і закриває вхід в гортань. Невідкладна допомога при дислокаційній асфіксії полягає в тому, що постраждалого вкладають на бік (на сторону пошкодження) або обличчям вниз так, щоб рот і ніс його не торкалися твердої основи (землі, носилок та ін.). При необхідності слід прошити язик (у горизонтальній площині) і фіксувати кінці ниток навколо шиї або до надійно накладеної пов'язки.
2. Обтурацїйна асфіксія — розвивається внаслідок закриття верхніх дихальних шляхів чужорідним тілом, блювотними масами або кров'яним згустком. У разі повного удушення під час ковтання, слід негайно надати першу допомогу проти-удушення. При обтураційній асфіксії слід пальцем (обернутим марлею або бинтом) видалити з ротоглотки всі згустки крові і чужорідні тіла. По можливості, вакуум-відсмоктуванням очистити порожнину ротоглотки, що забезпечить вільне проходження повітря. Не можна при обтураційній асфіксії прошивати язик, оскільки це сприяє просуванню чужорідного тіла в нижні відділи верхніх дихальних шляхів.
3. Стенотична асфіксія — виникає при набряку гортані, голосових зв'язок і тканин підзв'язкового простору, при здавленні задніх відділів гортані гематомою. Діагностика і усунення її можливі лише в клінічних умовах після відповідного обстеження. Лігування судини, що кровоточить, на шиї з видаленням крові, що вилилася, і проведенню протинабрякової терапії запобігають прогресуванню дихальної недостатності. При наростанні її можна зробити крікотомію, товстою голкою пунктувати трахею через щитоперсневидну зв'язку або її кільця, при показах — накласти трахеостому. Прошивання язика не показане.
4. Клапанна асфіксія — розвивається при закритті входу в гортань клаптем з розірваних м'яких тканин з задньої стінки піднебіння (під час вдиху присмоктує звисаючий клапоть і у вигляді клапана перекриває доступ повітря через голосову щілину в трахею і бронхи). Цей вид асфіксії може бути прийнятий за обтураційну. Проте при спробі видалити пальцем чужорідне тіло з ротоглотки вдається виявити клапоть м'яких тканин. У таких випадках хворих з клапанною асфіксією слід транспортувати в положенні на боці (на стороні пошкодження) або в положенні сидячи з опущеним вниз обличчям. В екстремальній ситуації, коли неможливо накласти трахеостому, життя постраждалого може бути врятоване, якщо зробити крікотомію або пунктувати трахею товстою голкою через щитоперсневидну зв'язку або між кільцями трахеї. Радикальна допомога полягає в підшиванні клаптя м'яких тканин в правильному положенні або відсіканні його при неможливості збереження. Проводить її хірург-стоматолог.
5. Аспіраційна асфіксія — спостерігається при попаданні (аспірації) в трахею і бронхи блювотних мас, згустків крові і вмісту порожнини рота. При аспірації крові, слини, блювотних мас пораненому необхідно додати положення, сприяюче витіканню закінченню рідини з дихальних шляхів.

Якщо не вдається усунути причину виникнення обтураційної і аспіраційної асфіксій, а також при стенотичній і клапанній асфіксіях проводяться хірургічні втручання, направлені на нормалізацію функції дихання.

### Обструктивна асфіксія
Виникає при закупорці дихальних шляхів, може виникнути через потрапляння сторонніх тіл, наприклад зубних протезів, якщо за недоглядом анестезіолога вони не були зняті до початку наркозу, вдихання дрібних предметів дітьми, значного скупчення слизу, потраплянні блювотних мас, западанні язика, стисканні пухлиною, спазми голосової щілини при дифтерії через закупорку дифтерійними плівками, тощо.

### Паралітична асфіксія
Виникає при передозуванні наркотичними речовинами, які можуть спричинити параліч м'язів діафрагми, або пригнічувати діяльність дихального центру. Характерна також при деяких отруєннях.

## Клінічні прояви
Перебіг блискавичний. Різка задишка супроводжується раптовим скороченням м'язів (іноді судомою), або ж хворий стає синюшним, настає запаморочення, потемніння в очах, пізніше — втрата свідомості. Зіниці розширюються, але реагують на світло. При зупинці дихання припиняються дихальні екскурсії грудної клітки та черевної стінки, зникають рефлекси. Нерідко (у термінальній стадії) відбувається мимовільне виділення калу та сечі.

## Обструкція дихальних шляхів (і перша допомога)
Вона виникає коли їжа погано пережовується, і потрапляє в дихальні шляхи, і залишається там, застрягла.
Деякі прийоми рук можуть вирішити удушення (читайте нижче).
Крім того, на ринку є кілька пристроїв проти-удушення (LifeVac і Dechoker).

### Перша допомога звичайним потерпілим
Перша частина — кашель.
Якщо потерпілий не може кашляти, використовуйте ці дві техніки вручну (дивіться обидві картинки нижче). Для кращого результату поєднуйте їх по черзі: виконайте кожну техніку приблизно 5 разів, а потім змініть на іншу техніку, і повторюйте ці повороти безперервно.
Вагітних і надмірно ожирілих людей варіації цих технік рук (читайте нижче).
Немовлятам (до 1 року) потрібні інші варіанти цих ручних технік (читайте нижче).
Якщо асфіксія триває, викликайте швидку медичну допомогу.
Потерпілий може втратити свідомість через деякий час (читайте нижче) і потребують «серцево-легеневої реанімації проти-удушення».

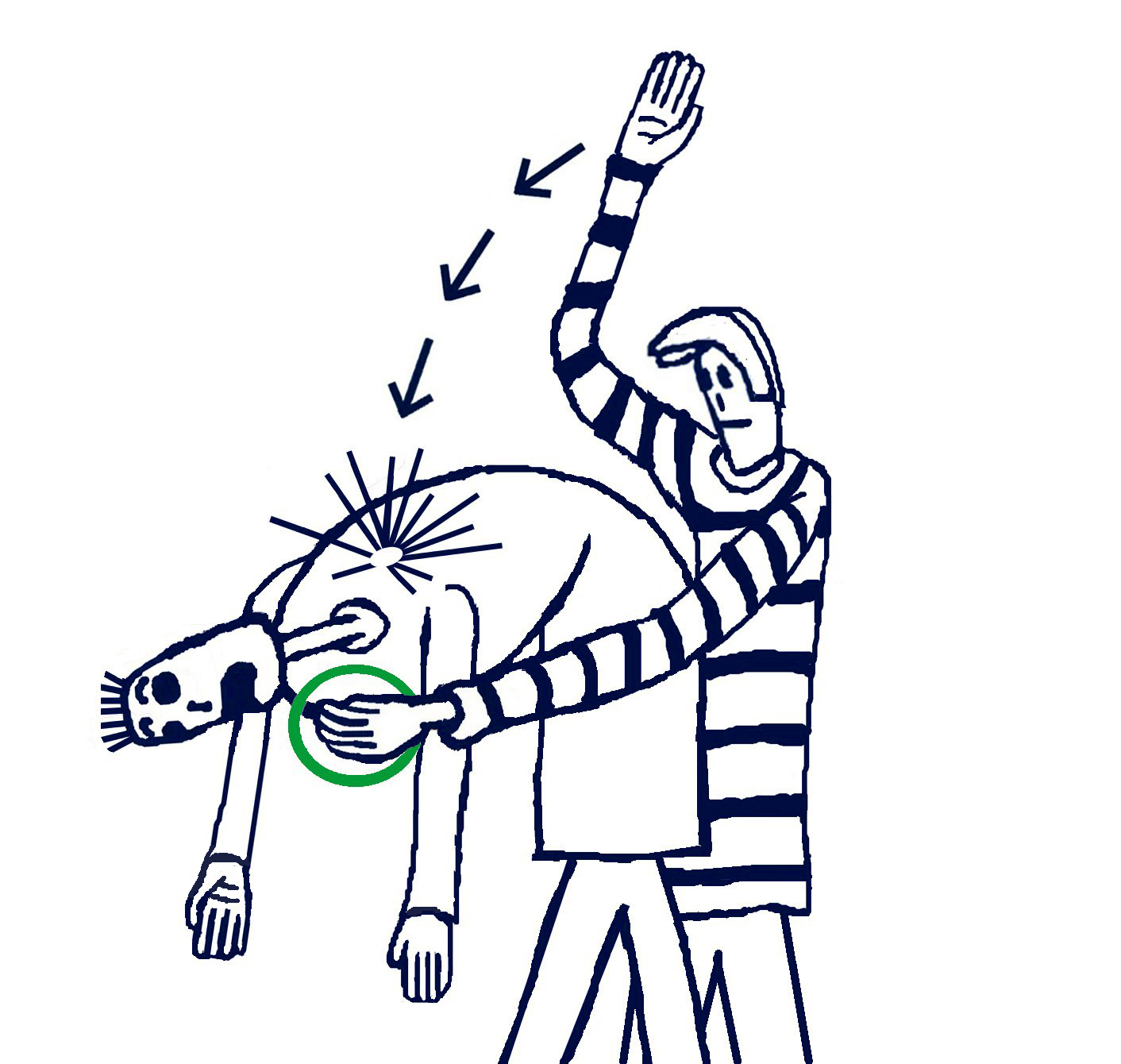
«Ляпасів по спині»: підтримуйте груди потерпілого тією рукою, яка не дасть ляпасу(для підвищення ефективності), і максимально зігнути тіло потерпілого. Потім дайте міцні ляпаси іншою рукою.

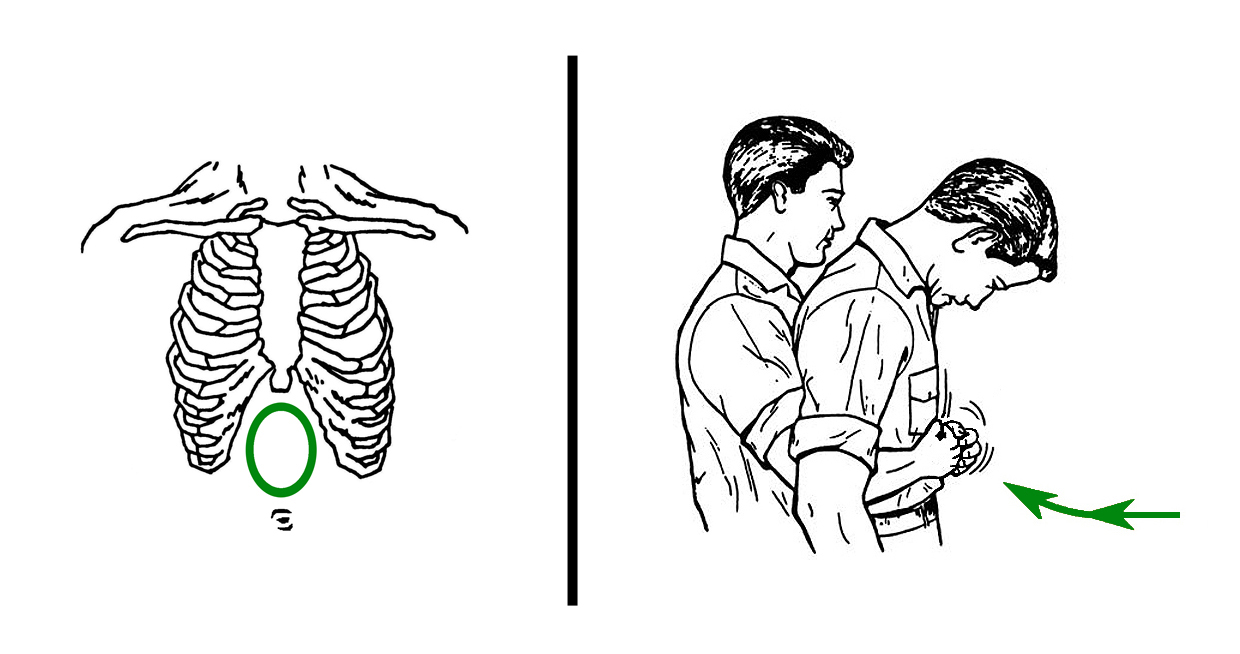
«Черевний тиск» (маневр Геймліха): застосовуйте їх з силою між скриня та пупком.

### Перша допомога вагітним жінкам або занадто огрядні люди
Перша частина теж кашель.
Якщо потерпілий не може кашляти, використовуйте ці дві техніки вручну (дивіться обидві картинки нижче). Для кращого результату поєднуйте їх по черзі: виконайте кожну техніку приблизно 5 разів, а потім змініть на іншу техніку, і повторюйте ці повороти безперервно.
Якщо удушення триває, викликайте швидку медичну допомогу.
Потерпілий може втратити свідомість через деякий час (читайте нижче) і потребують «серцево-легеневої реанімації проти-удушення».

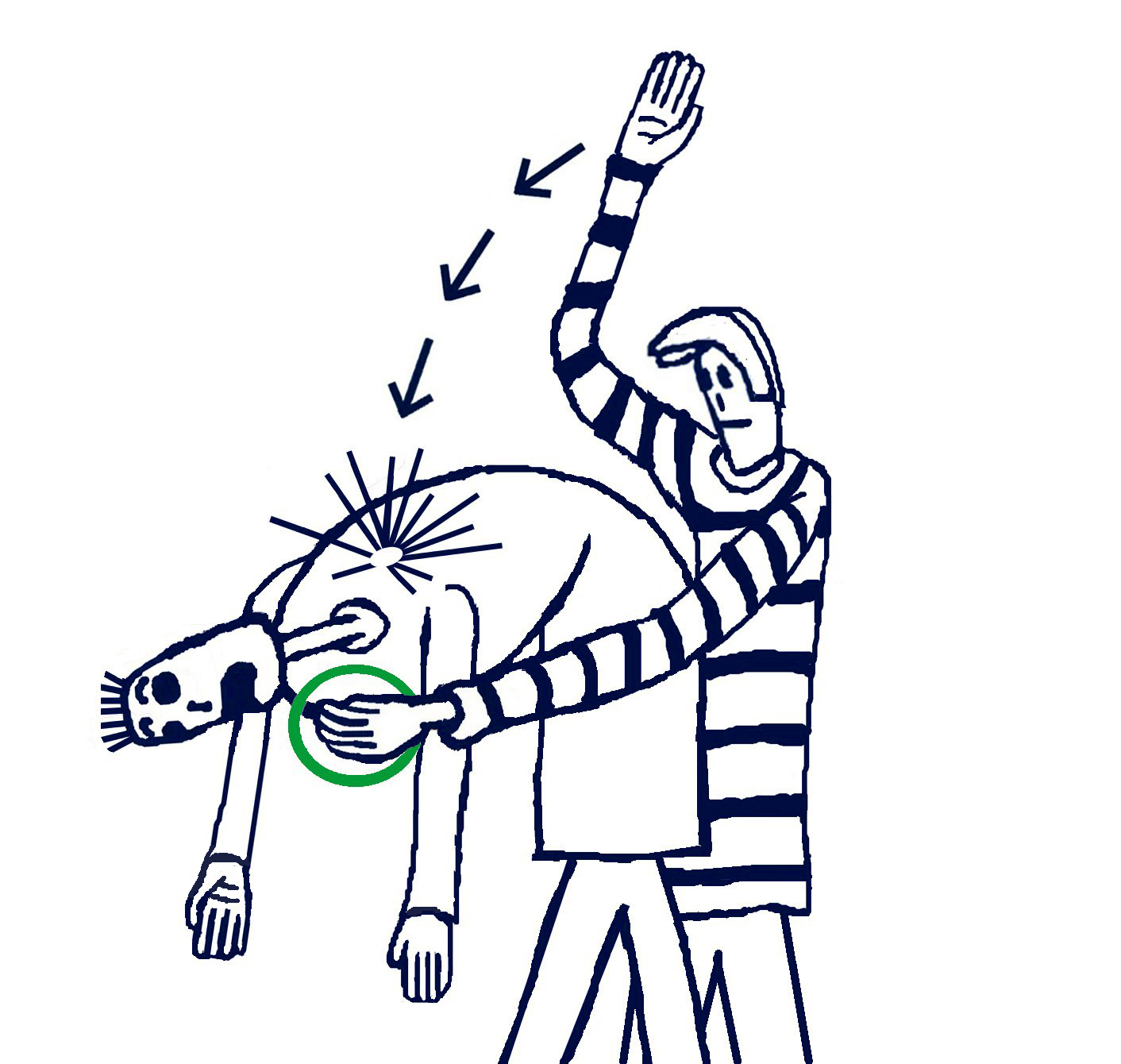
«Ляпасів по спині»: Те саме що у звичайних жертв. підтримуйте груди потерпілого тією рукою, яка не дасть ляпасу(для підвищення ефективності), і максимально зігнути тіло потерпілого. Потім дайте міцні ляпаси іншою рукою.

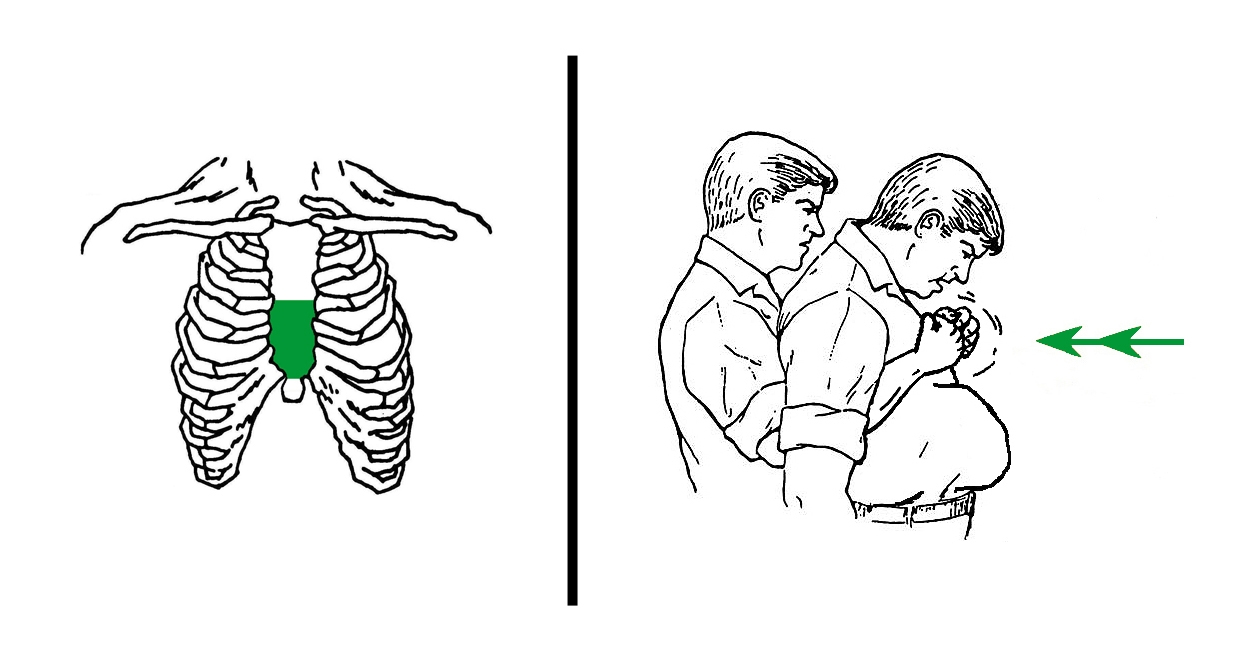
«Торакальний тиск проти удушення»: застосовуйте їх з силою, на нижню половину грудної кістка.

### Перша допомога немовлятам (до 1 року)
Використовуйте ці дві техніки вручну для немовлят (дивіться обидві картинки нижче). Для кращого результату поєднуйте їх по черзі: виконайте кожну техніку приблизно 5 разів, а потім змініть на іншу техніку і повторюйте ці повороти безперервно.
Якщо удушення триває, викликайте швидку медичну допомогу.
Через деякий час дитина може втратити свідомість (прочитайте нижче) і потребує «серцево-легеневої реанімації проти-удушення для немовлят».

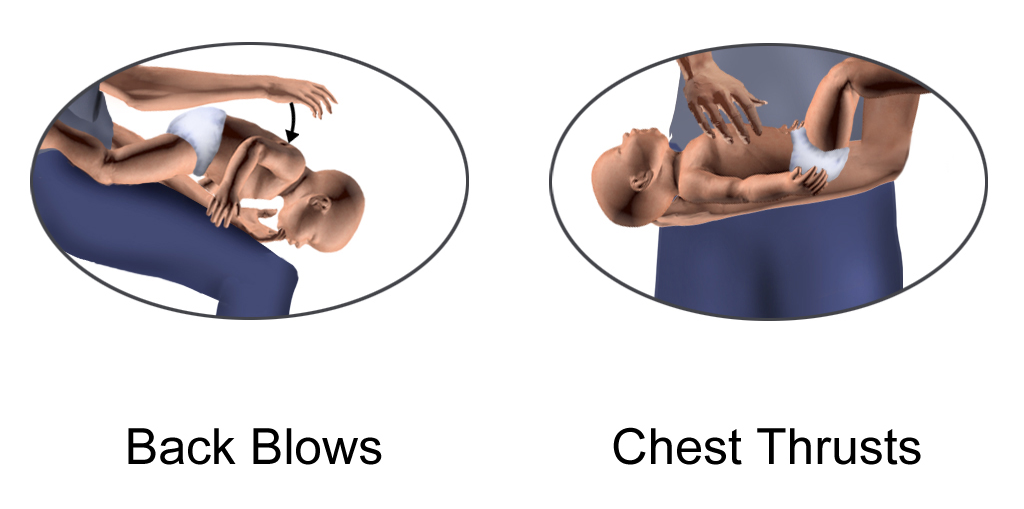
Ліворуч: «Ляпасів по спині», немовля отримує трохи нахилений догори дном, уважно тримався, і однією рукою навколо обличчя.
----Праворуч: «Торакальний тиск проти удушення», два пальці натиснути на нижню половину середини грудей.

### Коли потерпілий без свідомості
Застосувати: «серцево-легеневу реанімацію проти-удушення» (загальна, не для немовлят)
або «серцево-легенева реанімація проти-удушення для немовлят» (до 1 року). (Читай нижче).

#### Серцево-легенева реанімація проти-удушення, поширена

Торакальні компресії серцево-легеневої реанімації.

Потрібен виклик служби швидкої медичної допомоги.

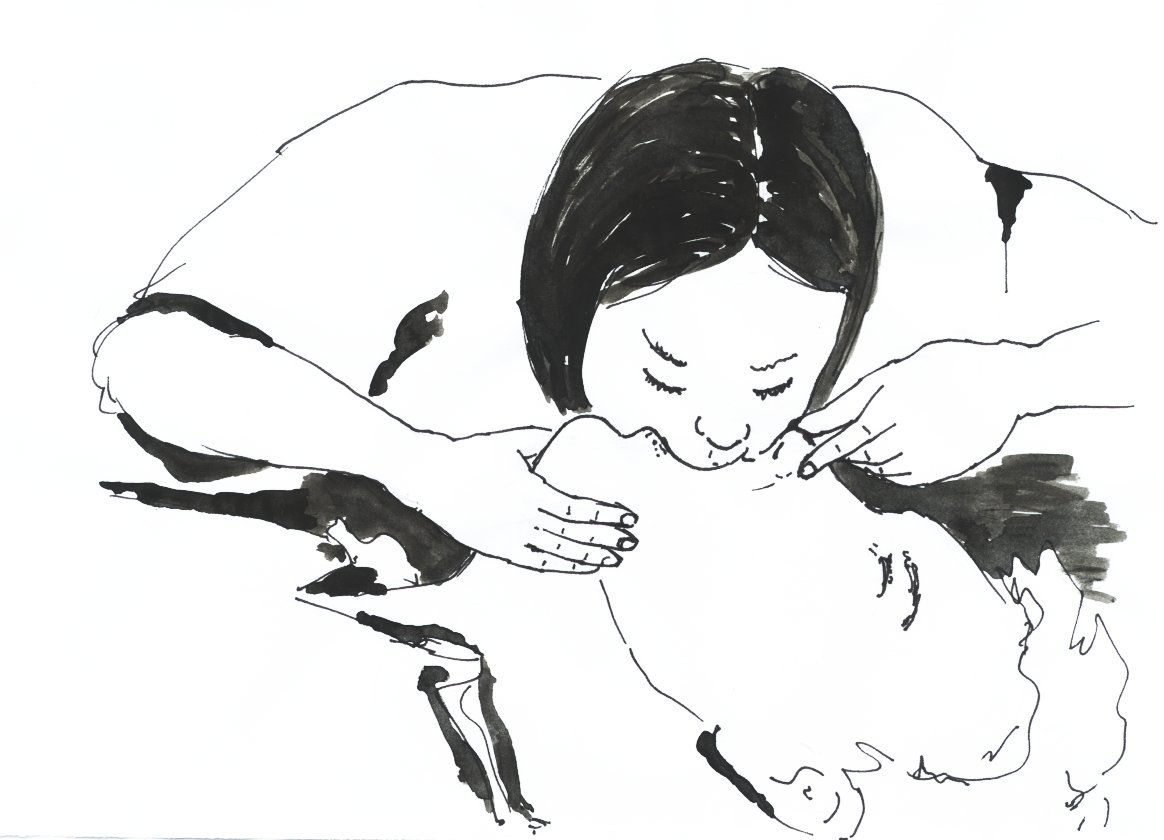
Вентиляція (рятувальне дихання) серцево-легеневої реанімації. У немовлят використовуйте рот, щоб прикривати ротик і ніс дитини одночасно.

Покласти потерпілого лежачи, обличчям догори.
Зробіть потерпілому серцево-легеневу реанімацію проти-удушення, постійно:
- 30 компресій на нижню половину середини грудної клітки.
- Якщо застряглий об'єкт видно, спробуйте витягти його. Об'єкт можна витягти чи ні, але ця серцево-легенева реанімація повинна продовжуватися до тих пір, поки потерпілий не почне дихати нормально.
- Закрийте потерпілому ніс. Введіть повітря всередину, виконуючи вентиляцію (рятувальне дихання) рот-в-рот. Знову введіть повітря всередину, виконавши ще одну ідентичну вентиляцію (рятувальне дихання).
- Повертайте голову потерпілого вперед і назад, щоб трохи змінити його положення. Введіть повітря всередину, виконуючи вентиляцію (рятувальне дихання) рот-в-рот. Знову введіть повітря всередину, виконавши ще одну ідентичну вентиляцію (штучне дихання).

Повторюйте безперервно всі ці кроки, починаючи з першого (30 компресій).

#### Серцево-легенева реанімація проти-удушення, для немовлят (до 1 року)
Потрібен виклик служби швидкої медичної допомоги.
Покладіть немовля лежачи обличчям вгору. Голова дитини завжди повинна дивитися спереду.
Застосовувати на немовля серцево-легеневу реанімацію проти-удушення, постійно:
- Перебуваючи на одній із сторін немовляти: 30 натискань, виконаних двома пальцями на нижню половину середини грудної клітки.
- Якщо застряглий об'єкт видно, спробуйте витягти його. Об'єкт можна витягти чи ні, але ця серцево-легенева реанімація повинна продовжуватися до тих пір, поки немовля не почне дихати нормально.
- Використовуючи рот, прикрийте рот і ніс дитини одночасно. Введіть повітря таким чином (провітрювання або рятувальне дихання). Знову введіть повітря (інша ідентична вентиляція або рятувальне дихання).
- Голову дитини не рекомендується повертати, але слід тримати її в нормальному положенні, тому що нахил голови може звузити дихальні шляхи у малюків.

Повторюйте безперервно всі ці кроки, починаючи з першого (30 компресій).

## Лікування різних видів асфіксії
Невідкладна допомога при раптовій появі у хворого задишки або ядухи полягає в таких заходах:
- Надати хворому підвищеного положення за допомогою функціонального ліжка або застосувати підголівника;
- Обкладання хворого подушками;
- Звільнити грудну клітку від тісного одягу;
- Забезпечити доступ свіжого повітря, подачу кисню;
- Створити хворому повний фізичний та психічний спокій;
- Негайно викликати лікаря.

Догляд за хворим із задухою передбачає постійний контроль за частотою, ритмом та глибиною дихання.
Лікування залежить від причини асфіксії, яку слід встановити першу чергу. У разі повного удушення під час ковтання, слід негайно надати першу допомогу проти-удушення. При закупорці дихальних шляхів блювотними масами, слизом, кров'яними згустками або їжею — звільнити верхні дихальні шляхи (протерти марлевим тампоном, відсмоктати гумовим балончиком тощо), почати негайно штучне дихання способом «рот у рот» або «рот у ніс». Одночасно налагодити вдихання зволоженого кисню (чистого або в суміші СО2), ввести лобелін, цититон. Іноді необхідна трахеотомія.
За паралічу дихального центру необхідно негайно припинити наркоз та розпочати штучне дихання, ввести внутрішньовенно 1 мл 1 % розчину лобеліну або 1 мл цититону, вдувати вуглекислий газ через нелатоновський катетер, введений у ніс на глибину 5–6 см, підшкірно 2–3 мл 20 % розчину камфори, 2 мл 10–20 % розчину кофеїну.
Язик слід витягнути та ритмічно посмикувати за допомогою язикотримача або шовкової нитки, проведеної через всю товщу його по середній лінії на відстані 1.5—2 см від кінчика.
Сторонні тіла, що потрапляють до гортані, трахеї чи бронхів, видаляються за допомогою спеціальних інструментів або хірургічно.

## Конікотомія
В екстремальних умовах за межами лікарні постраждалому з ядухою можна зробити конікотомію. Суть її зводиться до наступних етапів: після виставленого діагнозу — асфіксії другого ступеня, знаходять будь-який гострий предмет. Постраждалого розміщують у напівсидячому положенні. Оперувальник стає на коліно збоку від пацієнта, укладає його на протилежне стегно, і максимально відводить назад голову, міцно фіксує її грудьми і плечем в строго серединному положенні. Вказівним пальцем правої руки проводить вздовж трахеї від яремної вирізки грудини до першого підвищення на шиї, тобто до дуги перстенюватого хряща[джерело?]. Над нею прощупують жолоб персневидної зв'язки. В умовах хірургічного стаціоанру проводиться трахеотомія.